# Sollevamento pesi ai Giochi della XXIX Olimpiade
Il sollevamento pesi alle Olimpiadi di Pechino 2008 si è svolto dal 9 al 19 agosto al Beihang University Gymnasium. Vi hanno preso parte 253 atleti provenienti da 84 nazioni

## Medaglie
Verranno assegnati 15 set di medaglie:
| - 56 kg Uomini - 62 kg Uomini - 69 kg Uomini - 77 kg Uomini - 85 kg Uomini - 94 kg Uomini - 105 kg Uomini - +105 kg Uomini |  | - 48 kg Donne - 53 kg Donne - 58 kg Donne - 63 kg Donne - 69 kg Donne - 75 kg Donne - +75 kg Donne |

## Qualificazioni
Ogni Comitato Olimpico Nazionale può iscrivere un massimo di 6 atleti uomini e 4 atlete donne e non più di 2 nella stessa categoria.
Uomini
| Evento                             | Data                                             | Sede                     | Qualificati                                                          | Atleti per CON |
| ---------------------------------- | ------------------------------------------------ | ------------------------ | -------------------------------------------------------------------- | -------------- |
| Nazione ospitante                  |                                                  |                          | Cina                                                                 | 6              |
| Campionati del Mondo 2006 e 2007   | 29 settembre-7 ottobre 2006 15-24 settembre 2007 | Santo Domingo Chiang Mai | Russia Bielorussia Cuba Bulgaria Polonia Colombia                    | 6              |
| Campionati del Mondo 2006 e 2007   | 29 settembre-7 ottobre 2006 15-24 settembre 2007 | Santo Domingo Chiang Mai | Corea del Sud Ucraina Armenia Moldavia Grecia Kazakistan Azerbaigian | 5              |
| Campionati del Mondo 2006 e 2007   | 29 settembre-7 ottobre 2006 15-24 settembre 2007 | Santo Domingo Chiang Mai | Germania Egitto Venezuela Turchia Corea del Nord Romania Indonesia   | 4              |
| Campionati del Mondo 2006 e 2007   | 29 settembre-7 ottobre 2006 15-24 settembre 2007 | Santo Domingo Chiang Mai | Thailandia Iran Francia Georgia Giappone Italia Taipei cinese        | 3              |
| Campionati Africani 2008           | 12-16 maggio 2008                                | Strand                   | Squadra 1                                                            | 2              |
| Campionati Africani 2008           | 12-16 maggio 2008                                | Strand                   | Squadre 2-4                                                          | 1              |
| Campionati Asiatici 2008           | 27 aprile-1º maggio 2008                         | Kanazawa                 | Uzbekistan Turkmenistan                                              | 2              |
| Campionati Asiatici 2008           | 27 aprile-1º maggio 2008                         | Kanazawa                 | Iraq Kirghizistan Arabia Saudita                                     | 1              |
| Campionati Europei 2008            | 11-20 aprile 2008                                | Lignano Sabbiadoro       | Albania Slovacchia                                                   | 2              |
| Campionati Europei 2008            | 11-20 aprile 2008                                | Lignano Sabbiadoro       | Ungheria Lituania Spagna                                             | 1              |
| Giochi Panamericani 2008           | 17-22 aprile 2008                                | Callao                   | Stati Uniti Canada                                                   | 2              |
| Giochi Panamericani 2008           | 17-22 aprile 2008                                | Callao                   | Brasile Ecuador Argentina                                            | 1              |
| Campionati d'Oceania 2008          | 26-29 marzo 2008                                 | Auckland                 | Nuova Zelanda                                                        | 2              |
| Campionati d'Oceania 2008          | 26-29 marzo 2008                                 | Auckland                 | Australia Nauru                                                      | 1              |
| Ranking di qualificazione olimpica | 31 maggio 2008                                   | -                        | Primi 8*                                                             | 1              |
| Inviti                             |                                                  | -                        | 6 atleti                                                             | 1              |
| Totale                             |                                                  |                          | 170 atleti                                                           | 170 atleti     |

Donne
| Evento                             | Data                                             | Sede                     | Qualificate                                                                                 | Atlete per NOC |
| ---------------------------------- | ------------------------------------------------ | ------------------------ | ------------------------------------------------------------------------------------------- | -------------- |
| Nazione ospitante                  |                                                  |                          | Cina                                                                                        | 4              |
| Campionati del Mondo 2006 e 2007   | 29 settembre-7 ottobre 2006 15-24 settembre 2007 | Santo Domingo Chiang Mai | Russia Thailandia Corea del Sud Ucraina Colombia Polonia Bielorussia Stati Uniti Kazakistan | 4              |
| Campionati del Mondo 2006 e 2007   | 29 settembre-7 ottobre 2006 15-24 settembre 2007 | Santo Domingo Chiang Mai | Giappone Venezuela Grecia Corea del Nord Canada                                             | 3              |
| Campionati del Mondo 2006 e 2007   | 29 settembre-7 ottobre 2006 15-24 settembre 2007 | Santo Domingo Chiang Mai | Bulgaria Messico Taipei cinese                                                              | 2              |
| Campionati Africani 2008           | 12-16 maggio 2008                                | Strand                   | Squadre 1-3                                                                                 | 1              |
| Campionati Asiatici 2008           | 27 aprile-1º maggio 2008                         | Kanazawa                 | Indonesia Vietnam Mongolia India                                                            | 1              |
| Campionati Europei 2008            | 11-20 aprile 2008                                | Lignano Sabbiadoro       | Turchia                                                                                     | 2              |
| Campionati Europei 2008            | 11-20 aprile 2008                                | Lignano Sabbiadoro       | Germania Francia                                                                            | 1              |
| Giochi Panamericani 2008           | 17-22 aprile 2008                                | Callao                   | Rep. Dominicana Ecuador Porto Rico Cile                                                     | 1              |
| Campionati d'Oceania 2008          | 26-29 marzo 2008                                 | Auckland                 | Australia Papua Nuova Guinea Samoa                                                          | 1              |
| Ranking di qualificazione olimpica | 31 maggio 2008                                   | -                        | Prime 7*                                                                                    | 1              |
| Inviti                             |                                                  | -                        | 4 atlete                                                                                    | 1              |
| Totale                             |                                                  |                          | 90 atlete                                                                                   | 90 atlete      |

- I primi in graduatoria di CON che non abbiano ancora rappresentanza ai Giochi, per un massimo di un atleta per CON.

## Programma
| Data      | Sessione | Orario      | Evento       | Turno    |
| --------- | -------- | ----------- | ------------ | -------- |
| 9 agosto  | WL01     | 10:00-11:40 | Donne 48 kg  | Gruppo A |
| 10 agosto | WL02     | 10:00-12:00 | Uomini 56 kg | Gruppo B |
| 10 agosto | WL02     | 12:30-14:00 | Donne 53 kg  | Gruppo B |
| 10 agosto | WL03     | 15:30-17:10 | Donne 53 kg  | Gruppo A |
| 10 agosto | WL04     | 19:00-20:40 | Uomini 56 kg | Gruppo A |
| 11 agosto | WL05     | 10:00-12:00 | Uomini 62 kg | Gruppo B |
| 11 agosto | WL05     | 12:30-14:00 | Donne 58 kg  | Gruppo B |
| 11 agosto | WL06     | 15:30-17:10 | Donne 58 kg  | Gruppo A |
| 11 agosto | WL07     | 19:00-20:40 | Uomini 62 kg | Gruppo A |
| 12 agosto | WL08     | 10:00-12:00 | Uomini 69 kg | Gruppo B |
| 12 agosto | WL08     | 12:30-14:00 | Donne 63 kg  | Gruppo B |
| 12 agosto | WL09     | 15:30-17:10 | Donne 63 kg  | Gruppo A |
| 12 agosto | WL10     | 19:00-20:40 | Uomini 69 kg | Gruppo A |

| Data      | Sessione | Orario      | Evento         | Turno    |
| --------- | -------- | ----------- | -------------- | -------- |
| 13 agosto | WL11     | 10:00-12:00 | Uomini 77 kg   | Gruppo B |
| 13 agosto | WL11     | 12:30-14:00 | Donne 69 kg    | Gruppo B |
| 13 agosto | WL12     | 15:30-17:10 | Donne 69 kg    | Gruppo A |
| 13 agosto | WL13     | 19:00-20:40 | Uomini 77 kg   | Gruppo A |
| 15 agosto | WL14     | 10:00-12:00 | Uomini 85 kg   | Gruppo B |
| 15 agosto | WL14     | 12:30-14:00 | Donne 75 kg    | Gruppo B |
| 15 agosto | WL15     | 15:30-17:10 | Donne 75 kg    | Gruppo A |
| 15 agosto | WL16     | 19:00-20:40 | Uomini 85 kg   | Gruppo A |
| 16 agosto | WL17     | 19:00-20:40 | Donne +75 kg   | Gruppo A |
| 17 agosto | WL18     | 15:30-17:30 | Uomini 94 kg   | Gruppo B |
| 17 agosto | WL19     | 19:00-20:40 | Uomini 94 kg   | Gruppo A |
| 18 agosto | WL20     | 15:30-17:30 | Uomini 105 kg  | Gruppo B |
| 18 agosto | WL21     | 19:00-20:40 | Uomini 105 kg  | Gruppo A |
| 19 agosto | WL22     | 15:30-17:30 | Uomini +105 kg | Gruppo B |
| 19 agosto | WL23     | 19:00-20:40 | Uomini +105 kg | Gruppo A |

## Calendario
| Uomini |       | 56 kg | 62 kg | 69 kg | 77 kg |  | 85 kg |        | 94 kg | 105 kg | +105 kg | 7  |
| Donne  | 48 kg | 53 kg | 58 kg | 63 kg | 69 kg |  | 75 kg | +75 kg |       |        |         | 7  |
| Totale | 1     | 2     | 2     | 2     | 2     |  | 2     | 1      | 1     | 1      | 1       | 15 |

|  | Qualificazioni |  | FINALI |

## Podi

### Uomini
| Evento                   | Oro              | Perform. | Argento                   | Perform. | Bronzo             | Perform. |
| fino a 56 kg (dettagli)  | Long Qingquan    | 292      | Hoàng Anh Tuấn            | 290      | Eko Irawan         | 288      |
| fino a 62 kg (dettagli)  | Zhang Xiangxiang | 319      | Diego Salazar             | 305      | Triyatno           | 298      |
| fino a 69 kg (dettagli)  | Liao Hui         | 348      | Vencelas Dabaya           | 338      | Yordanis Borrero   | 328      |
| fino a 77 kg (dettagli)  | Sa Jae-hyouk     | 366      | Li Hongli                 | 366      | Gevorg Davtian     | 360      |
| fino a 85 kg (dettagli)  | Lu Yong          | 394      | Tigran Vardan Martirosyan | 380      | Jadier Valladares  | 372      |
| fino a 94 kg (dettagli)  | Szymon Kołecki   | 403      | Arsen Kasabiev            | 399      | Yoandry Hernández  | 393      |
| fino a 105 kg (dettagli) | Andrėj Aramnaŭ   | 436      | Dmitrij Klokov            | 423      | Marcin Dołęga      | 420      |
| oltre 105 kg (dettagli)  | Matthias Steiner | 461      | Evgenij Čigišev           | 460      | Viktors Ščerbatihs | 448      |

### Donne
| Evento                  | Oro                              | Perform. | Argento        | Perform. | Bronzo                   | Perform. |
| fino a 48 kg (dettagli) | Chen Wei-ling                    | 196      | Im Jyoung-hwa  | 196      | Pensiri Laosirikul       | 195      |
| fino a 53 kg (dettagli) | Prapawadee Jaroenrattanatarakoon | 221      | Yoon Jin-hee   | 213      | Raema Lisa Rumbewas      | 206      |
| fino a 58 kg (dettagli) | Chen Yanqing                     | 244      | O Jong-ae      | 226      | Wandee Kameaim           | 226      |
| fino a 63 kg (dettagli) | Pak Hyon-suk                     | 241      | Lu Ying-chi    | 231      | Christine Girard         | 228      |
| fino a 69 kg (dettagli) | Oksana Slivenko                  | 255      | Leidy Solís    | 240      | Khalil Abeer-Abdelrahman | 238      |
| fino a 75 kg (dettagli) | Alla Važenina                    | 266      | Lidia Valentín | 250      | Damaris Aguirre          | 245      |
| oltre 75 kg (dettagli)  | Jang Mi-ran                      | 326 WR   | Ele Opeloge    | 269      | Maryam Usman             | 265      |

## Medagliere
| Posizione | Paese          |    |    |    | Totale |
| --------- | -------------- | -- | -- | -- | ------ |
| 1         | Cina           | 5  | 1  | 0  | 6      |
| 2         | Corea del Sud  | 2  | 2  | 0  | 4      |
| 3         | Russia         | 1  | 2  | 0  | 3      |
| 4         | Corea del Nord | 1  | 1  | 0  | 2      |
| 4         | Taipei cinese  | 1  | 1  | 0  | 2      |
| 6         | Thailandia     | 1  | 0  | 2  | 3      |
| 7         | Polonia        | 1  | 0  | 1  | 2      |
| 8         | Bielorussia    | 1  | 0  | 0  | 1      |
| 8         | Germania       | 1  | 0  | 0  | 1      |
| 8         | Kazakistan     | 1  | 0  | 0  | 1      |
| 11        | Colombia       | 0  | 2  | 0  | 2      |
| 12        | Armenia        | 0  | 1  | 1  | 2      |
| 13        | Francia        | 0  | 1  | 0  | 1      |
| 13        | Georgia        | 0  | 1  | 0  | 1      |
| 13        | Samoa          | 0  | 1  | 0  | 1      |
| 13        | Spagna         | 0  | 1  | 0  | 1      |
| 13        | Vietnam        | 0  | 1  | 0  | 1      |
| 18        | Cuba           | 0  | 0  | 3  | 3      |
| 18        | Indonesia      | 0  | 0  | 3  | 3      |
| 20        | Canada         | 0  | 0  | 1  | 1      |
| 20        | Egitto         | 0  | 0  | 1  | 1      |
| 20        | Lettonia       | 0  | 0  | 1  | 1      |
| 20        | Messico        | 0  | 0  | 1  | 1      |
| 20        | Nigeria        | 0  | 0  | 1  | 1      |
| Totale    | Totale         | 15 | 15 | 15 | 45     |